# رضا افضلی
رضا افضلی (متولد ۱۷ دی ۱۳۶۸) کشتی‌گیر آزادکار   تیم ملی ایران اهل کرمانشاه است. از افتخارات وی می توان به مدال طلا مسابقات قهرمانی کشتی آسیا ۲۰۱۴ اشاره کرد.

## فعالیت حرفه‌ای ورزشی

### قهرمانی آسیا ۲۰۱۴
افضلی در دور نخست این رقابت ها با قرعه استراحت روبرو شد و توانست به دور دور ره یابد. وی سپس در این مرحله برابر ریوچی یامانکا از ژاپن قرار گرفت و توانست در دیداری یک طرفه ۱۰ بر صفر صاحب برتری شود. این پیروزی افضلی را را راهی مرحله نیمه نهایی کرد تا در مرحله ماقبل فینال برابر جانگ ژانگ از چین قرار گیرد و در این مسابقه نیز همانند دیدار قبلی خود با نتیجه ۱۰ بر صفر پیروز شد و به فینال راه یافت. کشتی گیر کرمانشاهی سپس در دیدار نهایی در مقابل اونوربات پروجاو از مغولستان قرار گرفت که توانست در رقابتی دیدنی با حساب پنج بر صفر صاحب برتری شده و عنوان قهرمانی را از آن خود کند.

## مسابقات قهرمانی کشتی جهان ۲۰۱۴
رضا افضلی نماینده وزن ۷۴ کیلوگرم در دور نخست با نتیجه ۵ بر صفر از سد گابور هاتوس، نفر سوم المپیک لندن از مجارستان گذشت و گام به مرحله دوم گذاشت. وی در دور دوم با ۶ بر ۴ مغلوب اشرف علی‌یف، دارنده مدال برنز ۲۰۱۱ جهان از آذربایجان شد و از حضور در یک‌چهارم نهایی بازماند که با توجه به شکست حریفش در نیمه‌نهایی، افضلی از گردونه مسابقات کنار رفت.

## مسابقات قهرمانی کشتی جهان ۲۰۱۹
رضا افضلی در دور نخست مقابل گیاندری گارزون کشتی گیر کهنه کار و دارنده مدال های نقره و برنز جهان از کوبا با نتیجه ۵ بر ۲ شکست خورد و با توجه به اینکه این کشتی گیر کوبایی در دور بعد مقابل حریف ازبکستانی مغلوب شد، از دور رقابت ها کنار رفت.